# Arturo Gordon
Arturo Gordon Vargas, né à Casablanca le 7 août 1883 et mort à Valparaíso le 27 octobre 1944, est un peintre chilien appartenant au groupe d'artistes Generación del 13. Il fut aussi professeur à l'Académie des Beaux-Arts de Valparaíso et de Viña del Mar.

## Biographie
À huit ans, il emménage à Santiago, où il étudie au collège San Agustín et au lycée Miguel Luis Amunátegui. Au lycée, il aura pour professeur de dessin, le peintre Nicanor González Méndez. Il enchaîne avec des études en architecture à l'Université du Chili, mais il finit par abandonner ; et en 1903, il intègre l'École de Beaux-Arts. Il y est élève de Cosme San Martín en Dessin Élémentaire, de Pedro Lira en Peinture, de Juan Francisco González en Croquis et de l'espagnol Fernando Álvarez de Sotomayor en Composition. Il réalise également quelques études de peinture murale avec José Backhaus.
Gordon a été fortement influencé par Álvarez de Sotomayor. Ses thèmes principaux sont « les aspects folkloriques et populaires ». Son œuvre se démarque en raison des changements qu'il apporte, en particulier sur le traitement de la lumière et l'utilisation de couleurs vives. Ainsi, il « rompt brutalement avec la traditionnelle sobriété de la palette de beaucoup de peintres nationaux. Il a à la fois, renoncé à la conception immuable des qualités sensibles de la réalité établies par la peinture académique, et a été considéré comme le plus remarquable et le véritable représentant de la Generación del 13 » (groupe d'artistes qui a reçu ce nom à la suite d'une exposition collective réalisée pour El Mercurio).
À partir de 1922, il travaille comme professeur à l'Académie des Beaux-Arts, d'abord en Valparaíso et, après s'être installé à Viña del Mar en 1935, dans cette ville.
Il reçoit d'importantes commandes de peintures pour le gouvernement. En 1926, il travaille avec le peintre Laureano Guevara sur les fresques allégoriques qui décorent la Bibliothèque Nationale à Santiago. En reconnaissance de la qualité de ces œuvres, les deux artistes sont invités à réaliser l'ensemble des peintures murales qui représentent le Chili à l'exposition ibéro-américaine de 1929 à Séville. Les peintures, des allégories du travail et d'autres représentant la culture mapuche, gagnent le premier prix. Depuis 2001, elles se trouvent à l'Université de Talca, dans la région du Maule.
À une époque où la photographie n'était pas encore répandue dans la presse écrite, il travaille aussi comme graveur, illustrateur et dessinateur pour les plus grandes revues du Chili, comme : Sucesos, Selecta, Zig-Zag et Pacífico Magazine.
Il a été marié à Antonia González Reyes (née en 1886, à Concepción). Ils n'ont jamais eu d'enfants.

## Récompenses
Il a reçu de nombreuses distinctions au cours de sa carrière :
- Troisième Médaille du Salon Officiel de Santiago de 1908 ;
- Deuxième Médaille du Salon Officiel de Santiago de 1909 ;
- Médaille d'Argent à l'Exposition Internationale de Buenos Aires de 1910 pour La meica ;
- Médaille d'Or du Salon Officiel de Santiago de 1921 pour sa toile  monumentale El sarao ;
- Prix d'Histoire au Concours Arturo M. Edwards du Salon Officiel de 1921 pour El sarao ;
- Première Médaille de Peinture Décorative de 1926 (le Chili) ;
- Premier Prix en Décoration et Huile à l'exposition ibéro-américaine de 1929 de Séville (avec Laureano Guevara) ;
- Prix du Club de l'Union du Salon National de Santiago de 1935.

## Expositions individuelles
- 1974 : Salle La Capilla du Théâtre Municipal de Santiago ;
- 1983 : Rétrospective, Institut Culturel de Providencia, Santiago ;
- 1989 : 100 Años Después (« 100 Ans Après »), exposé rétrospectif dans la Maison de Remates Jorge Carroza, Santiago.
- 2021 : Exposition de 120 œuvres d'Arturo Gordon à la Corporación Cultural de Las Condes[9].

## Galerie

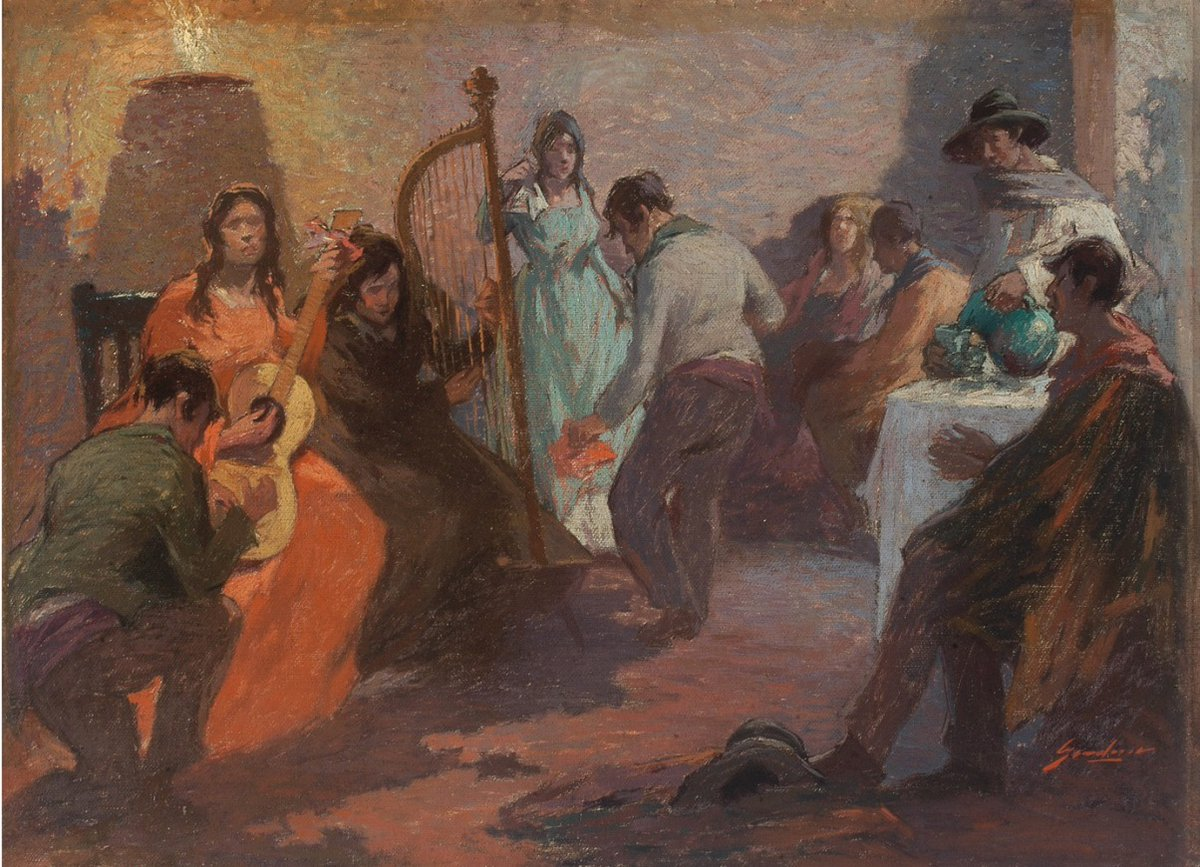
La zamacueca, vers 1920, MNBA
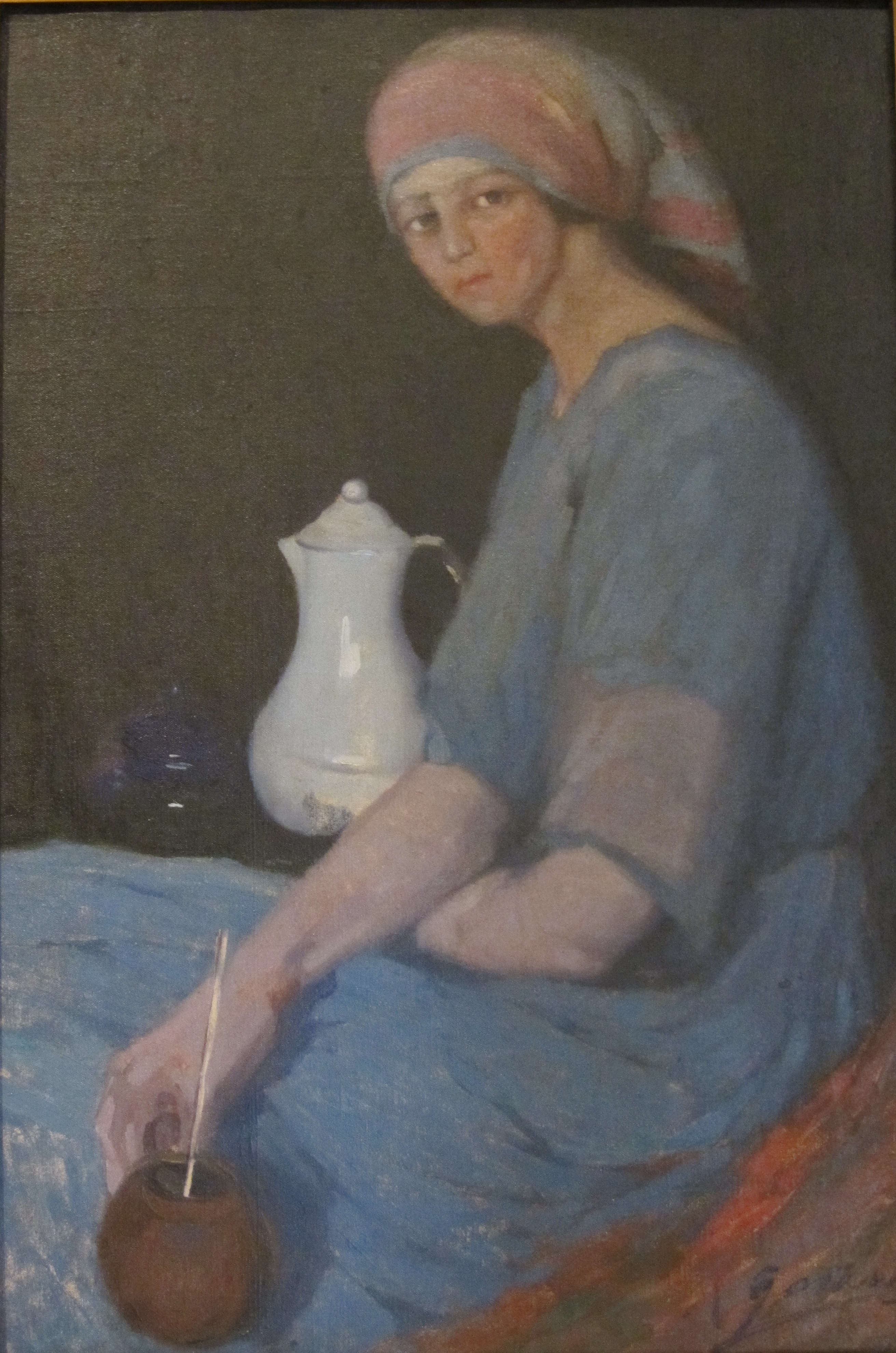
La niña del mate, Museo Municipal de Bellas Artes de Valparaíso
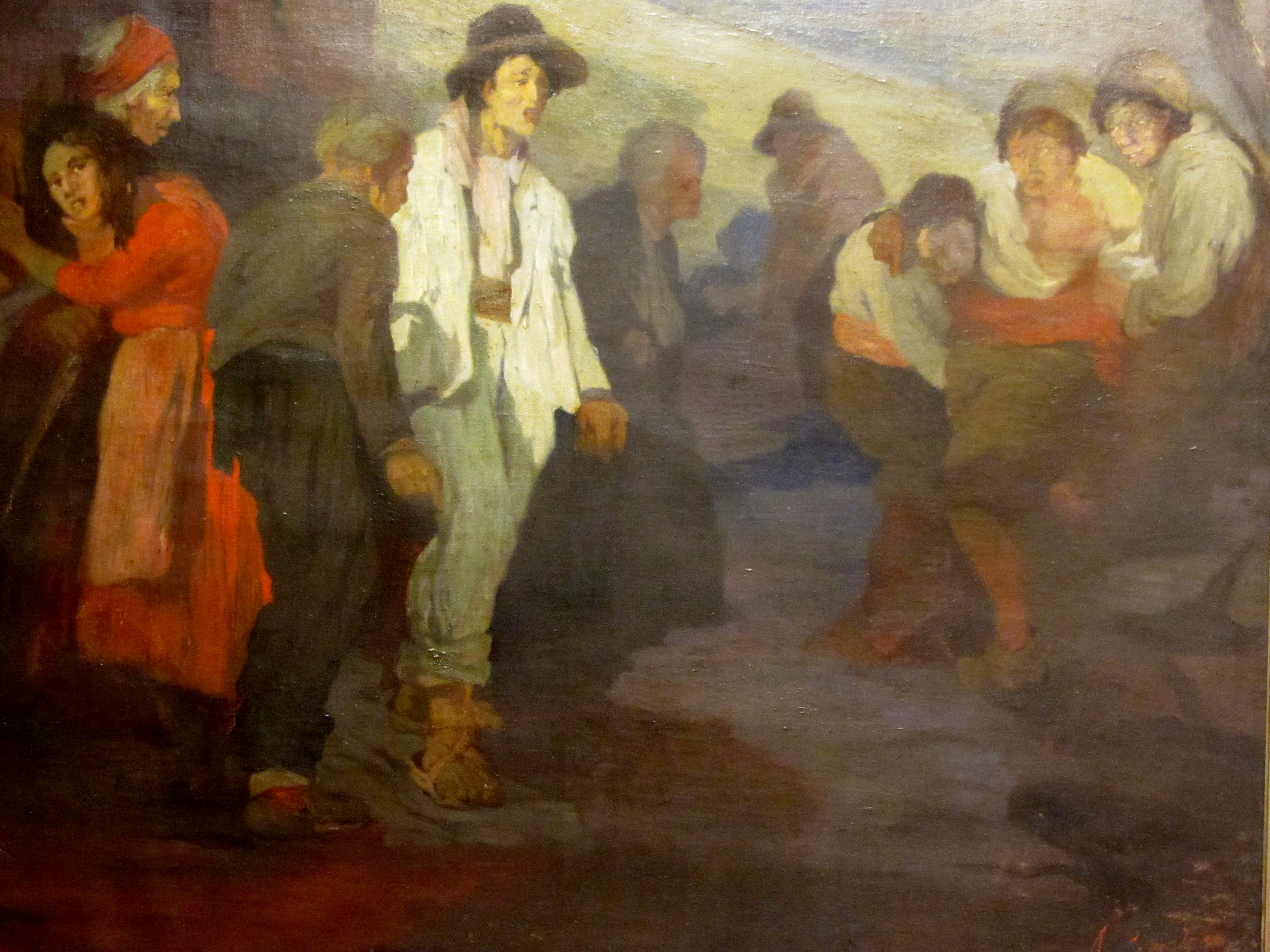
La riña, Musée d'Art Contemporain de Santiago
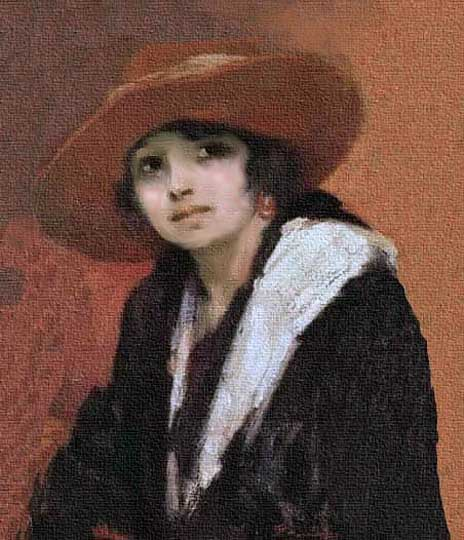
Portrait de femme
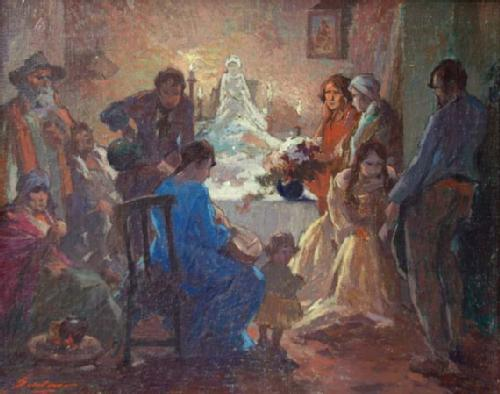
El velorio del angelito, MNBA
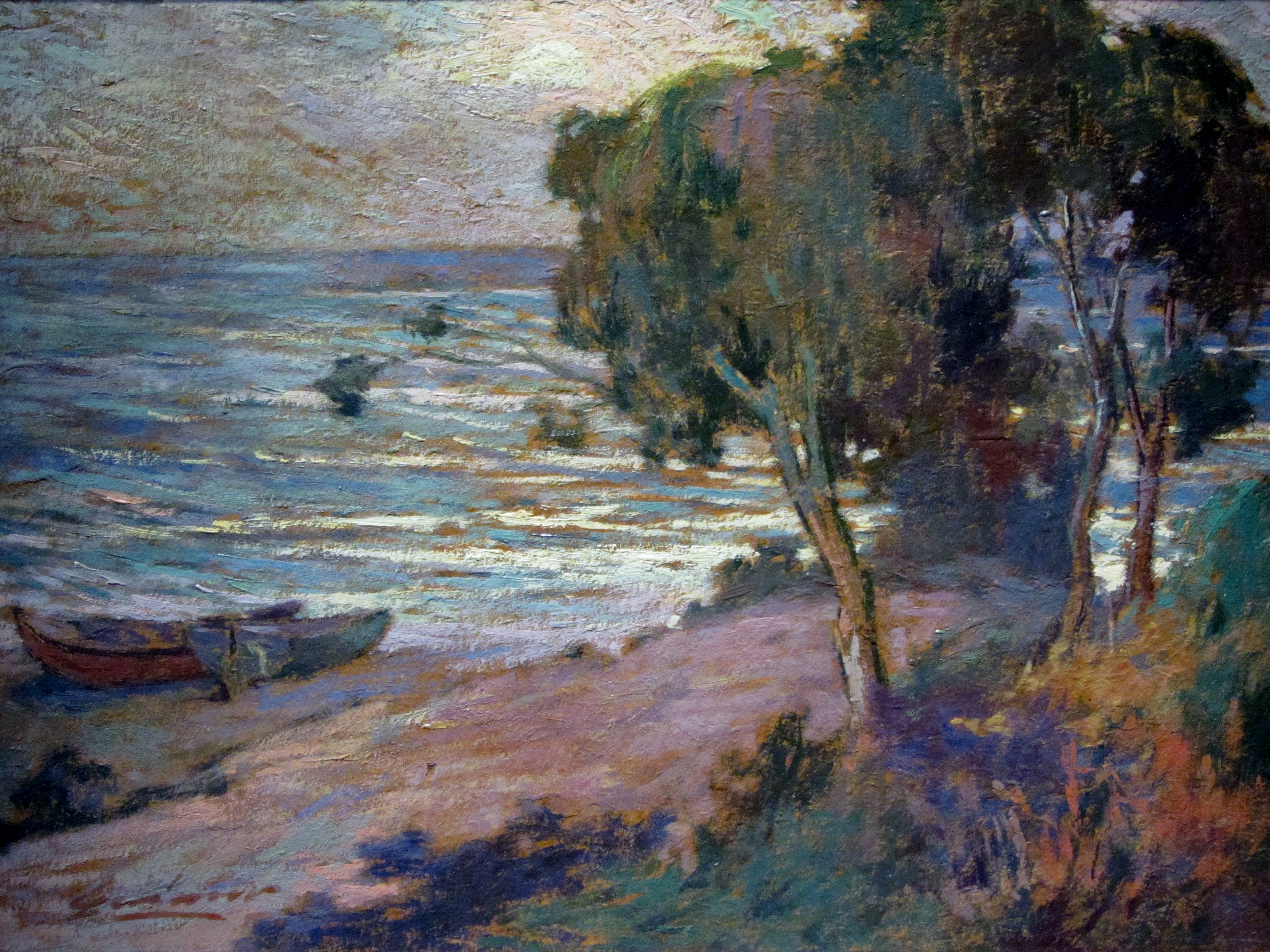
Botes en Con-Cón, Collection Mac Kellar